# いわみざわ彩花まつり
いわみざわ彩花まつり（いわみざわさいかまつり）は北海道岩見沢市で毎年7月に開催されている夏祭り。同市の観光協会によって「岩見沢の五大まつり」の一つとして位置付けられている。

## 概要
あやめ公園といわみざわ公園バラ園が同時に見ごろを迎えるのに合わせて開催される花の祭典で、初開催は1977年。7月中旬の約1週間に渡って開かれ、あやめ公園・いわみざわ公園・市内中心部の3会場で様々な催しを行う。
2001年までは「いわみざわ　あやめまつり」という名称で会場も市内中心部とあやめ公園の2か所だったが、翌年いわみざわ公園のバラ園も会場に加えて規模を拡大し「彩花まつり」へ改称した。

## 主な開催内容
- あやめ公園会場
  - あやめ団子の販売
- バラ園会場
  - 野点
  - 箏曲演奏
  - 盆栽展
- 市内中心部
  - 観光踊りパレード - 1973年作曲の「岩見沢観光音頭」に合わせ、地域住民約1,000人が山車などと共に市内中心部を踊り歩く。
  - 神輿渡御
  - ミニライブ、ダンス・アートパフォーマンス、各種屋台など

### 花火大会
祭り最終日の20時より、北海道グリーンランド遊園地を会場に約3000発の花火を打ち上げ、彩花まつりを締めくくる。打ち上げられる花火に関しては、同会場で翌月に開催されるいわみざわ公園花火大会の縮小版のような構成といっていい。
なお遊園地では例年、9時30分から岩見沢市民の入園料が無料となり、16時以降は駐車料・岩見沢市民以外の入園料も無料としている。また、花火大会終了後は岩見沢駅行きの臨時バスが運行される。

## 備考
- 観光踊りパレード開催日の一部時間帯は、2条通・3条通・4条通・栄（西2丁目）通の一部で交通規制が行われ、進入ができなくなる。路線バスも迂回運行となる。